# Питер Малан
Питер Малан (енгл. Peter Mullan; рођен Питерхеду, 2. новембар 1959), шкотски је позоришни, филмски и ТВ глумац и редитељ.
Добитник је награде за најбољег глумца на Канском фестивалу (1998) и Златног лава на Венецијанском филмском фестивалу (2002).
Најпознатији је по учешћу у филмовима Трејнспотинг, Потомци, Последња легија, Хари Потер и реликвије Смрти 1, Тираносаурус, Ратни коњ, Херкул, Трејнспотинг 2 и Могли: Легенда о џунгли, поред многих.